# Medal Bezpieczeństwa Publicznego
Medal Bezpieczeństwa Publicznego (węg. Közbiztonsági Érem) – odznaczenie resortowe ministra spraw wewnętrznych WRL ustanowione w 1951, zastąpiło dotychczasową ustanowioną w 1947 w czasach pseudorepubliki Odznakę Służby Bezpieczeństwa Publicznego (Közbiztonsági Szolgálati Jel). Zarówno odznaka jak i medal podzielono na trzy stopnie: złoty, srebrny i brązowy. Od 1951 osoby odznaczone dotychczasową odznaką nie mogły jej nosić, ale mogły ją zamienić na medal w odpowiednim stopniu.
Odznaczenie przyznawano w różnych stopniach odpowiednio za 30, 15 i 5 lat służby, ale mogło być nadane za zasługi niezależnie od wysługi lat.
Wygląd odznaki ograniczał się do trójpromiennej gwiazdy, do której dwóch dolnych promieni zamocowano wieniec laurowy z węgierską tarczą herbową na złączeniu gałązek. Medal jako główny motyw miał czerwoną gwiazdę położoną na wieńcu i z pseudo-herbem na złączeniu gałązek (pięcioramienna gwiazdka z kłosami w kształcie wieńca po bokach, a u dołu pepeszami nad wstęgą-flagą).
Odznakę wieszano na granatowej wstążce ze środkowym paskiem w kolorach węgierskiej flagi (czerwono-biało-zielony), natomiast medal miał trzy wersje wstążki: dla funkcjonariuszy policji wstążka była jak w odznace ale nieco jaśniejsza, dla żołnierzy czerwona z niebieskim paskiem o białych krawędziach pośrodku, a dla pograniczników jasnozielona z paskiem jak odznaka ale z białymi krawędziami.
Odznakę otrzymało bardzo niewielu funkcjonariuszy, przyznano: złotą – 16 razy, srebrną – 17 razy, a brązową – 7226 razy, w tym jedna srebrna i jedna brązowa z okuciem w kształcie listewki z literą „S” od słowa rana (sebesült) dla rannych na służbie.
W przypadku medalu listewki w odpowiednim dla danego stopnia kolorze o grubości 3 mm oznaczały wielokrotność nadań.
Ustawą nr XXXI z 1991 odznaczenia to zostało zniesione wraz z szeregiem innych węgierskich odznaczeń komunistycznych, zarówno państwowych jak i ministerialnych.